# Kerivoula argentata
Kerivoula argentata là một loài động vật có vú trong họ Dơi muỗi, bộ Dơi. Loài này được Tomes mô tả năm 1861.